# Nova (Maďarsko)
Nova je vesnice v Maďarsku v župě Zala, spadající pod okres Lenti. Nachází se asi 11 km severovýchodně od Lenti. V roce 2015 zde žilo 800 obyvatel. Během sčítání lidu z roku 2011 bylo 94,7 % obyvatel maďarské, 2,4 % německé a 2,4 % romské národnosti.
Sousedními vesnicemi jsou Barlahida, Becsvölgye, Hernyék, Szilvágy a Zalatárnok, sousedním městem Lenti.